# Mikhail Markovitj Borodin
Mikhail Markovitj Borodin (Михаи́л Ма́ркович Бороди́н) (9. juli 1884 i Janovitsj – 29. maj 1951 et sted i Sibirien) var alias for den hviderussiske jøde Mikhail Gruzenberg. Han var en agent for Komintern. 
Borodin gik ind i Bolsjevikpartiet i Rusland i 1903. I 1907 blev han arresteret, og i 1908 valgte han at drage til USA. Mens han var der, gik han på Valparaiso University. Efter Oktoberrevolutionen vendte han tilbage til Rusland i 1918 og fik arbejde i udenrigsdepartementet. Fra 1919 til 1922 virkede han i Mexico, USA og Storbritannien som agent for Komintern. 
Mellem 1923 og 1927 var Borodin repræsentant for Komintern og Sovjetunionen ved Kuomintangs regering i Kanton i Kina. Han var en ledende rådgiver for Sun Yat Sen på den tid. På hans forslag åbnede Kuomintang sig for leninistisk tankegods, kommunister fik lov til at melde sig ind i partiet, og Militærakademiet i Whampoa blev oprettet. 
Efter Sun Yat Sens død i 1925 fortsatte han som rådgiver for Kuomintangregeringen til 1927, da Chiang Kai-shek udrensede kommunisterne og tillige forsøgte at få Borodin arresteret. Borodin vendte tilbage til Sovjetunionen i 1928 og var for en kort tid redaktør for det engelsksprogede Moscow News. 
I 1949 blev han anklaget for at være en fjende af Sovjetunionen og sendt til en gulag i Sibirien, hvor han døde to år senere.